# RFL Championship 1921-22
La Northern Rugby Football Union Championship de 1921-22 fue la vigésimo séptima temporada del torneo de rugby league más importante de Inglaterra.

## Formato
Las divisiones 1 y 2 fueron combinadas, enfrentándose a nivel de los condados de Lancashire y Yorkshire y posteriormente confeccionado una tabla global, esto provocó que los equipos enfrentaran una cantidad desigual de encuentros.
Posteriormente los cuatro mejores clasificados según el porcentaje de victorias clasificaron a las semifinales.
Se otorgaron 2 puntos por cada victoria, 1 por el empate y 0 por la derrota.

## Desarrollo

### Tabla de posiciones
| Pos. | Equipo               | Encuentros | Encuentros | Encuentros | Encuentros | Tantos | Tantos | Puntos | Porcentaje de triunfos |
| Pos. | Equipo               | PJ         | PG         | PE         | PP         | F      | C      | Puntos | Porcentaje de triunfos |
| ---- | -------------------- | ---------- | ---------- | ---------- | ---------- | ------ | ------ | ------ | ---------------------- |
| 1    | Oldham               | 36         | 29         | 1          | 6          | 521    | 201    | 59     | 81.94                  |
| 2    | Wigan                | 32         | 22         | 1          | 9          | 446    | 159    | 45     | 70.31                  |
| 3    | Hull FC              | 38         | 25         | 0          | 13         | 538    | 326    | 50     | 65.79                  |
| 4    | Huddersfield         | 36         | 23         | 1          | 12         | 608    | 271    | 47     | 65.28                  |
| 5    | Leeds                | 38         | 24         | 1          | 13         | 583    | 289    | 49     | 64.47                  |
| 6    | Batley Bulldogs      | 38         | 23         | 2          | 13         | 381    | 299    | 48     | 63.16                  |
| 7    | Rochdale Hornets     | 34         | 20         | 2          | 12         | 352    | 225    | 42     | 61.76                  |
| 8    | Halifax              | 36         | 21         | 2          | 13         | 418    | 218    | 44     | 61.11                  |
| 9    | Leigh                | 34         | 19         | 3          | 12         | 295    | 228    | 41     | 60.29                  |
| 10   | York FC              | 36         | 21         | 1          | 14         | 311    | 231    | 43     | 59.72                  |
| 11   | Hull Kingston Rovers | 38         | 21         | 0          | 17         | 420    | 356    | 42     | 55.26                  |
| 12   | St Helens Recs       | 36         | 19         | 1          | 16         | 417    | 315    | 39     | 54.17                  |
| 13   | Dewsbury Rams        | 36         | 19         | 1          | 16         | 290    | 339    | 39     | 54.17                  |
| 14   | Barrow Raiders       | 34         | 18         | 0          | 16         | 311    | 321    | 36     | 52.94                  |
| 15   | Warrington           | 36         | 16         | 1          | 19         | 285    | 418    | 33     | 45.83                  |
| 16   | Widnes               | 32         | 13         | 3          | 16         | 227    | 240    | 29     | 45.31                  |
| 17   | Wakefield Trinity    | 36         | 16         | 0          | 20         | 335    | 313    | 32     | 44.44                  |
| 18   | Broughton Rangers    | 32         | 13         | 2          | 17         | 284    | 247    | 28     | 43.75                  |
| 19   | Hunslet FC           | 36         | 13         | 5          | 18         | 215    | 400    | 31     | 43.05                  |
| 20   | Swinton              | 34         | 14         | 0          | 20         | 248    | 312    | 28     | 41.18                  |
| 21   | Bramley RLFC         | 34         | 13         | 2          | 19         | 251    | 496    | 28     | 41.18                  |
| 22   | St. Helens           | 34         | 12         | 1          | 21         | 255    | 399    | 25     | 36.76                  |
| 23   | Salford              | 34         | 9          | 4          | 21         | 164    | 312    | 22     | 32.35                  |
| 24   | Featherstone Rovers  | 36         | 10         | 2          | 24         | 280    | 463    | 22     | 30.55                  |
| 25   | Keighley Cougars     | 36         | 4          | 1          | 31         | 134    | 581    | 9      | 12.5                   |
| 26   | Bradford Northern    | 34         | 2          | 1          | 31         | 134    | 744    | 5      | 7.35                   |

|  | Semifinalistas. |

### Semifinales
| 1922 | Oldham | 13 - 5 | Huddersfield |  |  |

| 1922 | Wigan | 27 - 8 | Hull |  |  |

### Final
| 1922 | Oldham | 2 - 13 | Wigan |  |  |

| Bandera de Inglaterra  |
| Campeón Wigan Warriors |
| Segundo título         |